# Deer Park (Maryland)
Deer Park es un pueblo ubicado en el condado de Garrett en el estado estadounidense de Maryland. En el año 2010 tenía una población de 399 habitantes y una densidad poblacional de 153.46 personas por km².

## Geografía
Deer Park se encuentra ubicado en las coordenadas 
39°25′24″N 79°19′32″O / 39.42333, -79.32556.

## Demografía
Según la Oficina del Censo en 2000 los ingresos medios por hogar en la localidad eran de $26.339 y los ingresos medios por familia eran $30.000. Los hombres tenían unos ingresos medios de $26.875 frente a los $16.667 para las mujeres. La renta per cápita para la localidad era de $11.302. Alrededor del 24,6% de la población estaba por debajo del umbral de pobreza.